# Har H̱illazon
Har H̱illazon (hebreiska: הר חלזון) är ett berg i Israel.   Det ligger i distriktet Norra distriktet, i den norra delen av landet. Toppen på Har H̱illazon är 340 meter över havet.
Terrängen runt Har H̱illazon är huvudsakligen kuperad, men den allra närmaste omgivningen är platt.Runt Har H̱illazon är det tätbefolkat, med 982 invånare per kvadratkilometer. Närmaste större samhälle är Karmi'el, 6,1 km nordväst om Har H̱illazon. Trakten runt Har H̱illazon består till största delen av jordbruksmark.